# Припай

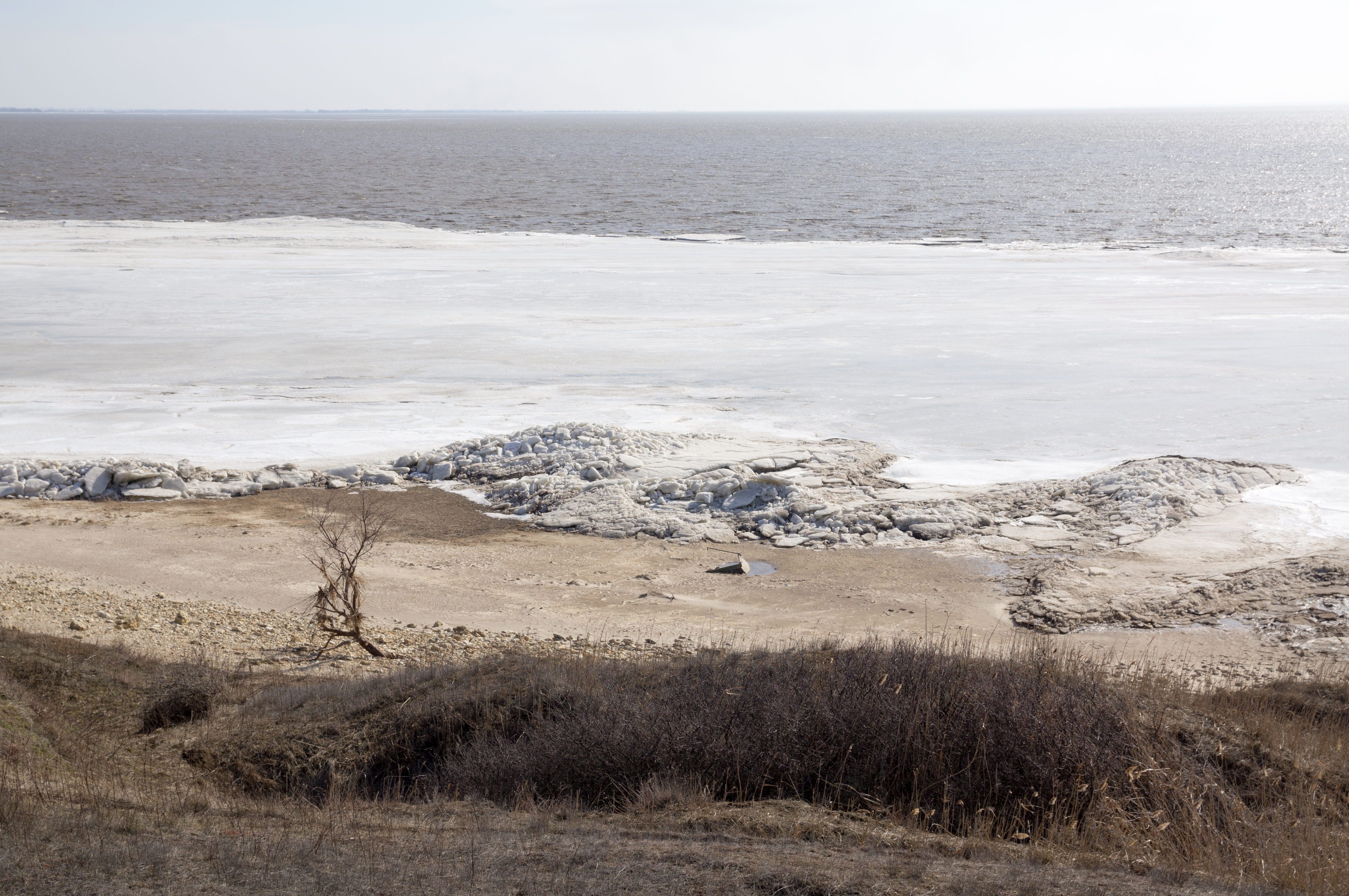
Припай на берегу Азовского моря

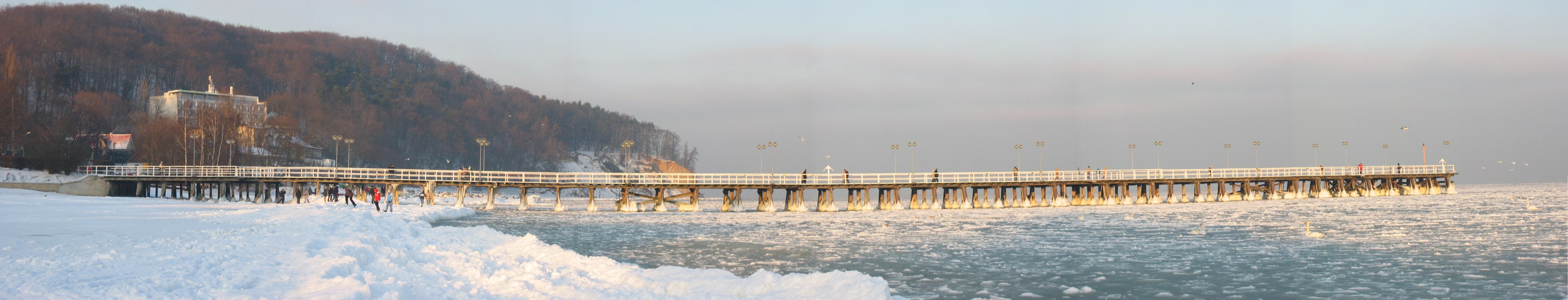
Покрытый снегом припай и дрейфующий лёд на Балтийском море. Гдыня, Польша

Припа́й — вид неподвижного льда в морях, океанах и их заливах вдоль берегов. Для припая характерно формирование льдов преимущественно спокойного нарастания. Мощность припая позволяет судить о предельной толщине льда, который может образовываться за один зимний сезон в данном месте.
В динамическом отношении морской лёд разделяется на подвижный (дрейфующий) и неподвижный (припай).
Припай представляет собой прикреплённый к берегу или отмели ледяной покров, простирающийся на расстояние от нескольких метров до сотен километров от берега при замерзании воды.
Вначале появляется ледяной заберег — небольшая, примерзшая к берегу полоска льда в мелких, защищенных от ветра и волнения бухтах, проливах и т. д. Постепенно ширина ледяной полосы увеличивается, наращивается её толщина. Из-за влияния течений, приливно-отливных колебаний уровня, под действием сгонно-нагонных и штормовых ветров мористая кромка припая взламывается, образуя пространство открытой воды. Припай может взламываться несколько раз, прежде чем окончательно установится. Взломанные участки молодого припая в виде отдельных льдин наслаиваются на неподвижный лед или подсовываются под него и смерзаются, увеличивая мощность припая. При отжимных ветрах они уносятся в открытое море, переходя в класс дрейфующих льдов.
Постепенно припай достигает значительной толщины и прочности, явления отрыва случаются реже. Однако на кромке процессы взлома и торошения продолжаются в течение всего зимнего сезона.
Ширина полосы припайного льда зависит от местных условий. Припай шире на мелководьях, в районах хорошо развитой береговой линии, при малых разрушающих усилиях приливов, течений и ветров. У российских арктических побережий наиболее характерным припайным районом является Новосибирский (ширина припайного льда — 450 км). Значительные площади занимает припай в водах Канадского Арктического архипелага.
Припай лучше развит и меньше подвержен разрушению у берегов с вогнутыми очертаниями, чем с выпуклыми.
В основном припайный лед однолетний, но есть районы в Канадском Арктическом архипелаге и в северных фьордах Гренландии, где припай может сохраняться на протяжении десятков лет.